# 国会に置かれる機関の休日に関する法律
s:国会に置かれる機関の休日に関する法律
このページはウィキペディア日本語版の外、ウィキメディア財団内外の他のプロジェクトへのソフトリダイレクト（ウィキ間リンクの一種）です。（Template:Softredirect）